# Raven-Symoné
Raven-Symoné Christina Pearman (ur. 10 grudnia 1985 w Atlancie) – amerykańska aktorka, piosenkarka, tancerka, autorka tekstów.
W filmach zaczęła grać jako 4-letnia dziewczynka. Występowała w roli Olivii Kendall w serialu Bill Cosby Show, Raven Baxter w Świecie Raven oraz w filmie Dziewczyny Cheetah. Należy do zespołu Cheetah Girls.

## Filmografia
- 2017: Raven na chacie – Raven
- 2015: K.C. nastoletnia agentka – Symone
- 2011: State of Georgia – Georgia Chamberlain
- 2010: Podstępne druhny – Abigail
- 2010: Słoneczna Sonny – Amber
- 2008: Wycieczka na studia (ang. College Road Trip)
- 2008: Dziewczyny Cheetah 3 jako Galleria Garibaldi
- 2007: Świat Raven – Raven
- 2007: Nie ma to jak hotel – Raven (gościnnie w jednym odcinku)
- 2006: I ty możesz zostać bohaterem (Everyone's Hero) – Marti Brewster (głos)
- 2006: Cheetah girls 2 – Galleria Garibaldi
- 2004: Zenon: Z3 – Nebula
- 2004: Gruby Albert – Danielle (głos)
- 2004: Pamiętnik księżniczki 2: Królewskie zaręczyny – Księżniczka Asana
- 2003: Kim Possible: The Secret Files – Monique (głos)
- 2003: Kim Kolwiek: Było, jest i będzie – Monique (głos)
- 2003: Cheetah Girls – Galleria Garibaldi
- 2002: I Love the '80s jako ona sama
- 2002: Kim Possible jako Monique (głos)
- 2001: Dr Dolittle 2 (Dr. Dolittle 2) jako Charisse Dolittle
- 1999: Dziewczyna XXI-go wieku jako Nebula Wade
- 1998: Dr Dolittle (Doctor Dolittle) jako Charisse Dolittle
- 1998: Things 3: Old Things jako Guido
- 1995–1999: Happily Ever After: Fairy Tales for Every Child jako blondynka (głos)
- 1994: Klan urwisów (Little Rascals, The) jako dziewczyna Stymie’ego
- 1992–1997: Hangin’ with Mr. Cooper jako Nicole Lee
- 1992: Bajer z Bel-Air jako Claudia
- 1990–2001: ABC TGIF jako Nicole
- 1990: The Muppets at Walt Disney World
- 1989–1992: Bill Cosby Show (Cosby Show, The) jako Olivia Kendall